# Charlois
Charlois er et område i den hollandske by Rotterdam. Det ligger på sydsiden af floden Mass. Området har 66,000 indbyggere (2003) og dækker et område på 11.9 km².
Charlois var før en landsby, der går tilbage til omkring 1200. I 1458 gav Filip den gode området ”Reijerwaard”, hvori Charlois ligger, til hans søn Karl den modige. Kommunen Charlois eksisterede indtil 1895, hvor den blev en del af Rotterdam.

## Gallery
- Grænsen af stadsdeel (kommunen) Charlois.
- Charlois i 1867.
- Den gamle kirke i Charlois.